# Hahnentiefschaar
Die Hahnentiefschaar (auch Bessinsche Schaar) ist eine Sandbank zwischen den Ostseeinseln Hiddensee und Rügen vor der Küste Mecklenburg-Vorpommerns. Sie liegt im Vitter Bodden südlich der Doppelhalbinsel Bessin und westlich der Halbinsel Bug in der Kernzone des Nationalparks Vorpommersche Boddenlandschaft. Die Sandbank hat eine Fläche von rund 2 km². An mehreren Stellen im nördlichen und mittleren Teil der Sandbank liegt diese so weit über dem Mittelwasser, dass sich kleine Inseln bilden, auf denen sich Pionierpflanzen ansiedeln. Die Bessinsche Schaar wird auch als Windwatt mit zahlreichen kleinen Inseln beschrieben. Sie dient als Nahrungsgebiet für brütende und ziehende Watvögel.

## Inseln

### Nördlicher Teil
Zwischen den Südspitzen von Alt- und Neubessin, jeweils etwa bis zu 200 bzw. 110 Meter von diesen entfernt, haben sich auf der Hahnentiefschaar mehrere kleine Inseln gebildet. Eine dieser Inseln gehört zur Gemeinde Insel Hiddensee. Sie ist derzeit die größte Insel der Hahnentiefschaar und misst in ost-westlicher Ausrichtung etwa 71 Meter, in nord-südlicher Richtung hat sie eine Ausdehnung von rund 68 Meter. Die höchsten Stellen liegen nur etwas über einen Meter über dem Meeresspiegel. Sie ist größtenteils bewachsen. Auf der Karte des Reichsamts fur Landesaufnahme von 1893 ist die Insel noch nicht vorhanden. Die gesamte Küstenlinie hatte einen anderen Verlauf. Auf einigen zeitgenössischen Karten trägt diese Insel irrtümlich die Bezeichnung Plathe, was laut Auskunft des Ständigen Ausschusses für geographische Namen vermutlich auf einen Übertragungsfehler zurückzuführen ist. Der Name Plat(h)e bezeichnet den östlich der Hahnentiefschaar anschließenden Meeresteil. Er leitet sich von der niederdeutschen Bezeichnung für eine Insel oder eine Sandbank, die gelegentlich trockenfällt, ab.

### Mittlerer Teil
Im mittleren Teil der Hahnentiefschaar, wo sie mit rund 1 Kilometer ihre größte Breite erreicht, zeigen aktuelle Luftbilder mindestens fünf kleine Verlandungszonen, drei davon mit deutlich erkennbarem Bewuchs. Amtliche topographische Karten der Jahrgänge 1981 bis 1987 zeigen dort eine Insel mit einem Durchmesser von rund 300 Metern.